# 共生虫属
共生虫属（學名：Symbion）是环口动物门（Cycliophora，又名微轮动物门）、真微轮动物纲（Eucycliophora）、共生虫目（Symbiida）、共生虫科（Symbiidae）下唯一的一屬，是一類微小的水生动物，於1995年由莱因哈特·克里斯滕森与彼得·方奇发现。

## 形态
共生蟲的身体长度小于0.5毫米，普遍附生或共生于冷水龙虾体内。其身体呈囊状，在生命周期的不同阶段具有不同的形态。

## 分类
环口动物于1995年在挪威海螯虾（Nephrops norvegicus）的口部被发现，由于该类动物的特殊性，被列为单独的一个门。环口动物与轮形动物可能是近亲。